# Lenguas bantúes de los Grandes Lagos
Las lenguas bantúes de los Grandes Lagos, también llamado bantú lacustre y zona J bantú (aunque esta última no coincide exactamente con el bantú lacustre) son un grupo de lenguas bantúes de la región de los Grandes Lagos en África Oriental. Fueron identificadas como grupo filogenético por el equipo Tervuren, que las colocó como una zona adicional (zona J) en la "clasificación de Guthrie de las lenguas bantúes".

## Clasificación
La clasificación de acuerdo con el trabajo de Bastin, Coupez y Mann (1999) y con modificaciones menores de Nurse (2003) (este autor añadió el sumbwa) es:
- Gungu (E10)
- Bwari (Kabwari) (D50)
- Konzo (D40): Konjo, Nande
- Shi–Havu (D50): Hunde, Havu, Shi, Tembo, Nyindu, Fuliiro
- Rwanda-Rundi (D60): Kinyarwanda, Kirundi, Shubi, Hangaza, Ha, Vinza
- Nyoro–Ganda (E10): Ganda, Nyankore, Nyoro, Tooro, Hema, Chiga, Soga, Gwere, West Nyala, Ruli

(See also Runyakitara language, Nkore-Kiga)
- Haya–Jita (E20): Haya–Rashi, Talinga-Bwisi, Zinza, Kerebe (Kerewe), Jita–Kara–Kwaya–Ruri, Nyambo
- Masaba–Luhya (E30): Masaba (incl. Bukusu), Luhya proper, Nyore, Nyole, Samia–Songa, Marachi, Khayo
- Logooli–Kuria (E40): Ngurimi, Ikizu–Sizaki/Shashi, Suba, Suba-Simbiti, Kabwa, Singa, Logoli (Luhya), Idaxo-Isuxa-Tiriki (Luhya), Gusii (Kisii), Kuria (Simbiti, Hacha, Surwa, Sweta), Zanaki, Ikoma, ?Ware
- Sumbwa (F20)

Los códigos entre paréntesis indican la posición en la clasificación de Guthrie que es eminentemente geográfica. Maho (2009) añade el yaka a la lista anterior.

## Comparación léxica
Los numerales en diferentes lenguas bantúes de los grandes lagos son:
| GLOSA | Shi-Havu (D50) | Shi-Havu (D50) | Shi-Havu (D50) | Shi-Havu (D50)  | Rwanda-Rundi (D60)   | Rwanda-Rundi (D60) | Rwanda-Rundi (D60) | Rwanda-Rundi (D60)   |
| GLOSA | Fuliiru        | Shi            | Tembo          | PROTO- SHI-HAVU | Ha                   | Ruanda             | Rundi              | PROTO- RWANDA- RUNDI |
| ----- | -------------- | -------------- | -------------- | --------------- | -------------------- | ------------------ | ------------------ | -------------------- |
| '1'   | -guma          | cíguma         | tʃûːma         | *ci-guma        | limwé                | rimŋé              | rimwé              | *li-mwe              |
| '2'   | -biɾi          | bibiɾi         | βiβiri         | *βi-βiri        | kabíri               | kaβiri             | kabiri             | *ka-βiri             |
| '3'   | -ʃatu          | biʃarhu        | βihátu         | *βi-ʃatu        | gatatu               | gatatu             | gatatu             | *ga-tatu             |
| '4'   | -ná            | bíni           | βínɛ           | *βi-nai         | anné                 | kané               | kané               | *ka-ne               |
| '5'   | -tàːnú         | birhaːnu       | βitánɔ         | *βi-taːno       | gataːnu              | gataːnu            | gataːnu            | *ga-taːnu            |
| '6'   | -lindátù       | ńdarhu         | ndatu          | *(li-)ⁿdatu     | gataandátu / mukáːga | gataːndátu         | gataːndátu         | *ga-taːⁿdatu         |
| '7'   | -linda         | ńda            | βiɾɪ́nda        | *βi-(li-)ⁿda    | muʃanju / indwi      | kariːndwi          | indwi              | *iⁿdwi               |
| '8'   | munáːná        | múnaːni        | múnanɛ         | *mu-naːni       | munáːni              | umunáːni           | umunáːni           | *mu-naːni            |
| '9'   | mwéndà         | múénda         | mwɛnda         | *mw-eⁿda        | ʧénda                | ikʸé:nda           | iʧéːnda            | *kʸeːⁿda             |
| '10'  | ikumi          | íkumi          | ɛ́kumi          | *i-kumi         | iʧúmi                | iʧúmi              | iʧúmi              | *i-ʧúmi              |
| GLOSA | Ñoro-Ganda (J10) | Ñoro-Ganda (J10) | Ñoro-Ganda (J10) | Ñoro-Ganda (J10) | Ñoro-Ganda (J10) | Ñoro-Ganda (J10) | Ñoro-Ganda (J10) | Ñoro-Ganda (J10) | Ñoro-Ganda (J10)  | Gungu (E ) |
| GLOSA | Chiga            | Gwere            | Ganda            | Hema             | Nyankore         | Nyoro            | Soga             | Tooro            | PROTO- ÑORO-GANDA | Gungu (E ) |
| ----- | ---------------- | ---------------- | ---------------- | ---------------- | ---------------- | ---------------- | ---------------- | ---------------- | ----------------- | ---------- |
| '1'   | émʷè             | mòⁱzɑ́            | èmû              | emu              | émʷè             | ːmù              | n̩dɑ́lɑ́            | éːmù             | *-mu-e            | gímʷéːì    |
| '2'   | ìβìrí            | ìβírí            | ̀bːírì            | ibiri            | ìβírì            | ìːβírí           | ìβìrì            | ìːβírì           | *i-βiri           | ìβírí      |
| '3'   | ìʃɑ̀tú            | ìsɑ́tú            | ̀sːátù            | isatu            | ìʃɑ́tù            | ìsɑ́tù            | ìsɑ̀tú            | ìːsɑ́tú           | *i-satu           | ìsátʊ́      |
| '4'   | ínɑ̀              | ìːnɑ́             | ̀ɲ̩nâ              | ina              | iːnɑ̀             | ínɑ̀              | ínɑ̀              | íːnɑ̀             | *iː-na(-i)        | ìnéì       |
| '5'   | ìtʰɑ́ːnó          | ìtɑ́ːnú           | tːáàːnó          | itanu            | ètɑ̀ːnò           | ìtɑ̂ːnù           | ìtɑ́ːnú           | ìtɑ́ːnò           | *i-tʰaːno         | ìtáːnʊ́     |
| '6'   | mùkɑ̂ːgɑ̀          | mùkɑ̂ːgɑ́          | mùkâːgá          | mukaga           | mùkɑ́ːgɑ̀          | mùkɑ̂ːgɑ̀          | mùkɑ̀ːgɑ̀          | mùkɑ̂ːgɑ̀          | *mu-kaːga         | mʊ̀kâːɡá    |
| '7'   | mùʃɑ́ˑⁿʒú         | mùsɑ́ˑⁿvú         | mùsáɱvú          | musanzu          | múʃɑ̀ˑⁿʒù         | músɑ́ˑⁿɟù         | músɑ́ˑⁿvú         | músɑ́ˑⁿɟù         | *mu-saːⁿɟu        | mʊ́saːⁿd͡ʒʊ  |
| '8'   | mùnɑ̂ːnɑ̀          | mùnɑ́ːnɑ́          | mùnáːnâ          | munana           | mùnɑ̂ːnɑ̀          | mùnɑ̂ːnɑ̀          | mùnɑ́ːnɑ̀          | mùnɑ̂ːnɑ̀          | *mu-naːna         | mʊ̀náːnèí   |
| '9'   | mʷèˑⁿdɑ̀          | mʷèˑⁿdɑ̂          | mwèndâ           | mwenda           | mʷèˑⁿdɑ̀          | mʷéˑⁿdɑ̀          | mʷêˑⁿdɑ̀          | mʷéˑⁿdɑ̀          | *mu-eːⁿda         | mʷèːⁿdá    |
| '10'  | ìkúmì            | íkùmí            | ̀kːúmì            | ikumi            | èⁱkúmì           | ìkúmì            | íkùmì            | ìːkúmì           | *i-kumi           | íkùmí      |
| GLOSA | Haya-Jita (J20) | Haya-Jita (J20) | Haya-Jita (J20) | Haya-Jita (J20) | Haya-Jita (J20) | Haya-Jita (J20) | Haya-Jita (J20) | PROTO- HAYA-JITA |
| GLOSA | Haya            | Jita            | Kara (Regi)     | Kwaya           | Kerewe          | Nyambo          | Talinga- Bwisi  | PROTO- HAYA-JITA |
| ----- | --------------- | --------------- | --------------- | --------------- | --------------- | --------------- | --------------- | ---------------- |
| '1'   | émoi            | kamʷi           | ʃimwi           | kamwi           | -mo             | emo             | ɛ̀mʷɪ́            | *-mo-i           |
| '2'   | iβiri           | βiβiri          | ʃibili          | kaβiri          | -βili           | iβiri           | ɛ̀βɪ́rɪ́ʔ          | *-βiri           |
| '3'   | iʃatu           | βisatu          | ʃitatu          | kasatu          | -satu           | isatu           | ɛ̀sátʊ̀           | *-satu           |
| '4'   | ínai            | βina            | ʃinna           | kanna           | -na             | íːna            | ɛː́naà           | *-nna(-i)        |
| '5'   | itaːnu          | βitanu          | ʃitanu          | kataːnu         | -tanu           | itaːno          | ɛ́táː̀nò          | *-taːnu          |
| '6'   | mukáàga         | 5+1             | ʃimgaga         | kasasaβa        | mu.kaga         | mukâːga         | mʊ̀káaɣá         | *mu-kaːga        |
| '7'   | múʃanɟu         | 5+2             | ʃimusanju       | muⁿgati         | mu.saːnzu       | músaːnɟu        | mʊ̀sànʤʊ̀         | *mu-saːⁿɟu       |
| '8'   | munáàna         | 5+3             | ʃimunana        | munaːna         | mu.nana         | munâːna         | mʊ̀náànà         | *mu-naːna        |
| '9'   | mwendai         | 5+4             | ʃimwenda        | kɛnda           | mu.eːnda        | mwenda          | mʷɛ̀ndáʔ         | *mu-eⁿda         |
| '10'  | ikûmi           | ɛkumi           | ʃikumi          | ɛkumi           | ikumi           | ikúmi           | ɛ̀kúmì           | *i-kumi          |